# أندي نولز
أندي نولز (بالإنجليزية: Andy Knowles)‏ هو سباح باهاماسي، ولد في 22 مارس 1955 في ناساو في باهاماس.

## وصلات خارجية
- أندي نولز على موقع أوليمبيديا (الإنجليزية)